# 秀才
秀才，又稱茂才，雅稱相公。為古代東亞對某些士大夫的稱呼，隨著時代、地域所指亦有所改變，但所指都屬士大夫中的基層。

## 中國

### 察举制时期
秀才一名在隋朝科舉開始以前已有。《史記·屈原賈生列傳》说：“贾生，年十八，能诵诗属书，闻于郡中，吴廷尉为河南守，闻其秀才。”在漢朝使用察举制時，由各州推舉的民間人才稱之為「秀才」。东汉时为避汉光武帝刘秀之讳，将秀才改名茂才，或称茂材。茂才科主要是选拔奇才异能之士，所以通常称“茂才异等”或“茂才特立之士”。秀才最初为特举，在西汉后期成了岁举，举主为刺史，遂形成州举秀才、郡举孝廉的体制。《北堂书钞》引《晋令》，“策秀才，必五策皆通，拜为郎中。”朝廷對茂才之要求亦很高，光武帝規定茂才須具四行：「一曰德行高妙，志節清白；二曰明經行修，能任博士；三曰明曉法律，足以決疑，能按章覆問，才任御史；四曰剛毅多略，遇事不惑，明足照姦，勇足決斷，才任三輔令。」

### 科举制时期
明代之前
隋朝開始開科取士，最初亦為取秀才。到了唐朝初年，秀才科是常科考試的一種。《通典》说“初秀才科第最高，方略策五条，有上上、上中、上下、中上凡四等”。但後來「秀才科」被廢，秀才一詞一度變成了讀書人的泛稱。到了宋朝時，凡經過各地府試者，無論及第與否，都可以稱為秀才。故此當時有「不第秀才」之稱。《水浒传》的王伦即是白衣秀才。
明代、清代
明、清時，秀才是經過院試，得到入學資格的「生員」的俗稱。得到秀才資格，是進入士大夫階層的最低門檻。成為秀才即代表有了「功名」在身，在地方上受到一定的尊重，亦有各種特權。例如免除徭役，見知縣時不用跪拜、知縣不可隨意對其用刑、遇公事可稟見知縣等等，廩生還有生活津貼。十六世紀初全國「生員」總數有三萬五六千名。但生員必須不斷的參加考試，如歲考，兩年舉辦一次，成績分六等；一、二等賞為「科舉生員」，可參加「科考」，科考一、二等可取得「鄉試」的資格；歲考三等無升降，歲考第六等則黜革。

## 日本
日本在飛鳥時代引入科舉，其中包括秀才科，又稱秀才試、對策，由式部省主持，及第者稱「秀才」。平安時代初期紀傳道考試成績優秀者也可稱為秀才。

## 越南
阮朝时，在乡试中未能考中举人的士子，按照解额的比例录取为秀才，一般是解额的2倍或3倍；多次考中秀才的士子可比照举人授予低级官职。
在現代越南語中，「生員」 意指大學生。而“秀才”意為取得高中毕业文憑的高中畢業生。

## 琉球
琉球的秀才是琉球國久米村人的位階之一，相當於沖繩本島土著士族的子，久米村士子幼年入明倫堂讀書，到十三、四歲左右，優秀者會被選為「若秀才」，十五、六歲的若秀才優秀者又會被選為秀才，晉見國王後登錄在籍，可領俸祿，戴青冠，始有資格為官。

## 評價
朱熹曾指出：“秀才好立虚论事，朝廷才做一事，哄哄地哄过了，事又只休。”“太祖当时亦无秀才，全无许多闲说。”李寶嘉《文明小史》：“秀才造反，三年不成，無論他們有沒有這回事，可以不必理他，就是實有其事，且派個人去查一查，看他們為何作此舉動，再作道理。”
清未废除科举后，张任天是中国最后一位在世的秀才，1887年11月24日生，1995年在杭州去世，享嵩壽108岁。蘇局仙是中国最后一位在世的考取的秀才（1906年），清光緒八年壬午歲十一月二十三日(公曆1883年1月1日)生，1991年12月30日在上海去世，享嵩壽110岁。
清末秀才中，董必武是中国共产党创始人和第一代主要领导人之一，日后成为中华人民共和国国家元首。北洋軍閥吳佩孚于1896年在登州考中秀才，時稱吳大帥，美国史学家费正清称吴为“学者军阀”。1918年護法運動时，吳佩孚未被任命為湖南省督軍或省長，心有不甘，息兵衡阳。8月2日，吳佩孚通電全国語：“鬩牆煮豆，何敢言功？”段祺瑞氣得直蹦：“秀才造反啦！”

## 相關俗語或歇後語
- 秀才遇着兵，有理講不清
- 秀才手巾：包輸（包書）